# Golfinho-do-irrawaddy
O golfinho-do-irrawaddy ou golfinho-do-irauádi (Orcaella brevirostris) é um cetáceo encontrados em subpopulações descontínuas nos estuários e rios em partes do golfo de bengala e no Sudeste asiático.

## Descrição

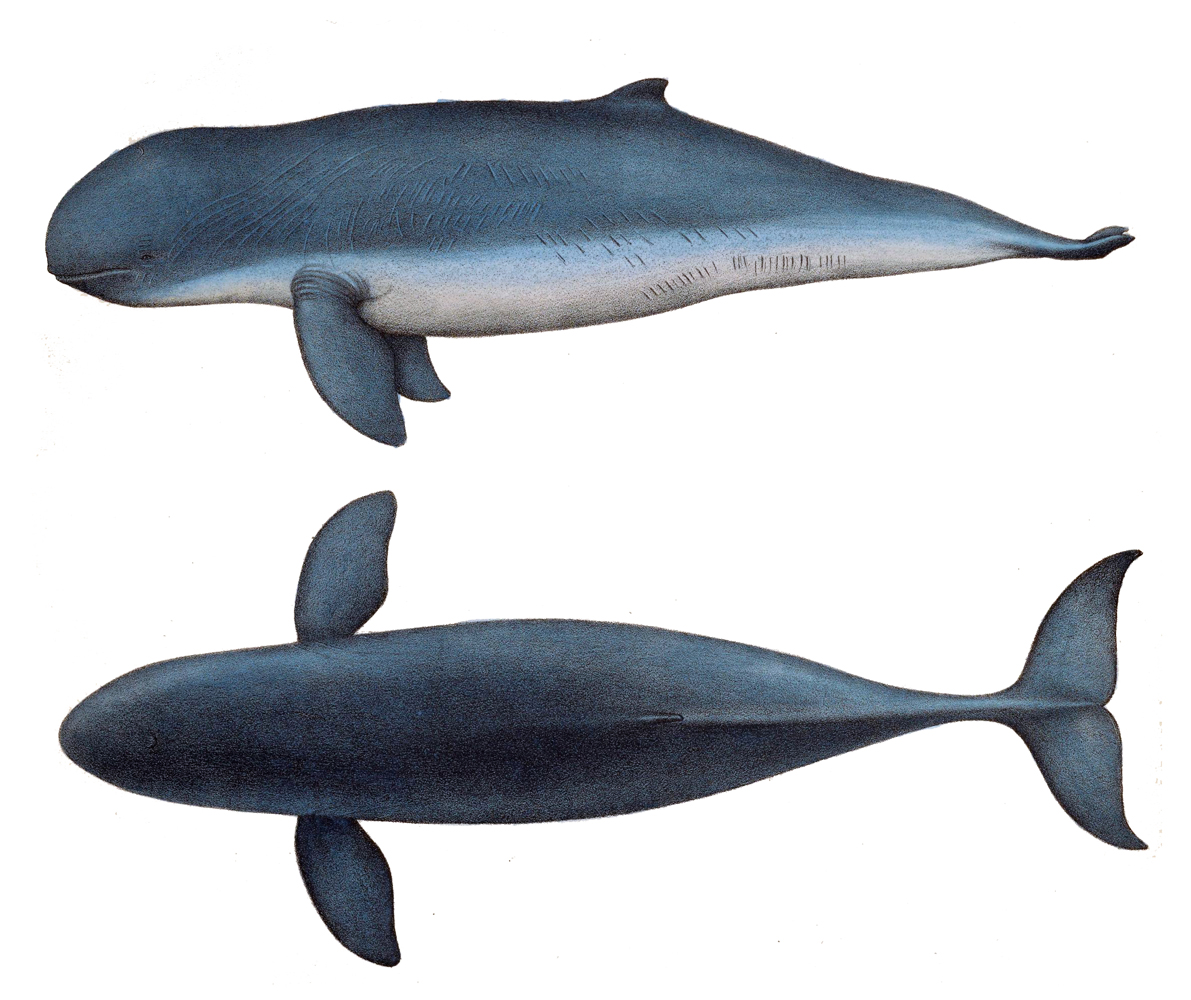
Ilustração de 1878.

O golfinho de irrawaddy é semelhante em aparência à beluga, embora esteja mais relacionado evolutivamente com a Orca. Têm um grande melão, que é uma massa de tecido adiposo encontrado em todas as baleias odontocetas, uma cabeça grande e arredondada e um bico indistinto. A barbatana dorsal, localizada a cerca de dois terços da parte posterior ao longo das costas, é curta e triangular. As nadadeiras são longas e largas. É levemente colorido, mais um pouco mais branco na parte de baixo do que nas costas. Ao contrario de qualquer outro golfinho, o espiráculo em forma de U do irrawaddy é posicionado à esquerda da linha média e se abre para frente. Seu bico curto também é bastante distinto, e sua boca possuí de 12 a 19 dentes em cada lado de suas mandíbulas. O peso dos golfinhos do irrawaddy pode variar de 90 a 200 kg e o comprimento é de 2,30 m na maturidade, sendo o máximo 2,75 m.

## Comportamento
A comunicação é realizada através de cliques, rangidos e zumbidos em uma frequência dominante de cerca de 60 kilohertz, que é pensado para ser usado na ecolocalização. Peixes e seus ovos, cefalópodes e crustáceos são seus principais alimentos. Observações em cativeiro indicam que os alimentos podem ser levados a boca através da sucção. Os golfinhos de irrawaddy podem esguichar correntes de água a até 1,5 m, e essa habilidade e geralmente usada na caça. Eles fazem isso algumas vezes quando sobem para respirar e durante a alimentação, aparentemente para expelir a água ingerida durante a captura de peixes. No geral são nadadores lentos, mais a velocidade de natação pode variar de 20 a 25 km/h.
Os golfinhos de irrawady são tímidos e normalmente mergulham ao menor sinal de aproximação humana, eles normalmente são encontrados em grupos de 2-3 animais, embora os maiores possam ter até 25 indivíduos, grupos de seis são mais comuns, mais as vezes até 15 golfinhos podem ser vistos juntos.
Eles surgem de maneira rotativa e levantam a cauda para fora da água somente quando vão realizar um mergulho profundo. Os tempos de mergulho variam de 30 a 150 segundos, mas podem chegar a até 12 min. Quando 277 mergulhos foram cronometrados no Laos, a duração média foi de 115,3 segundos, com um intervalo de 19 segundos a 7,18 minutos.

### Acasalamento

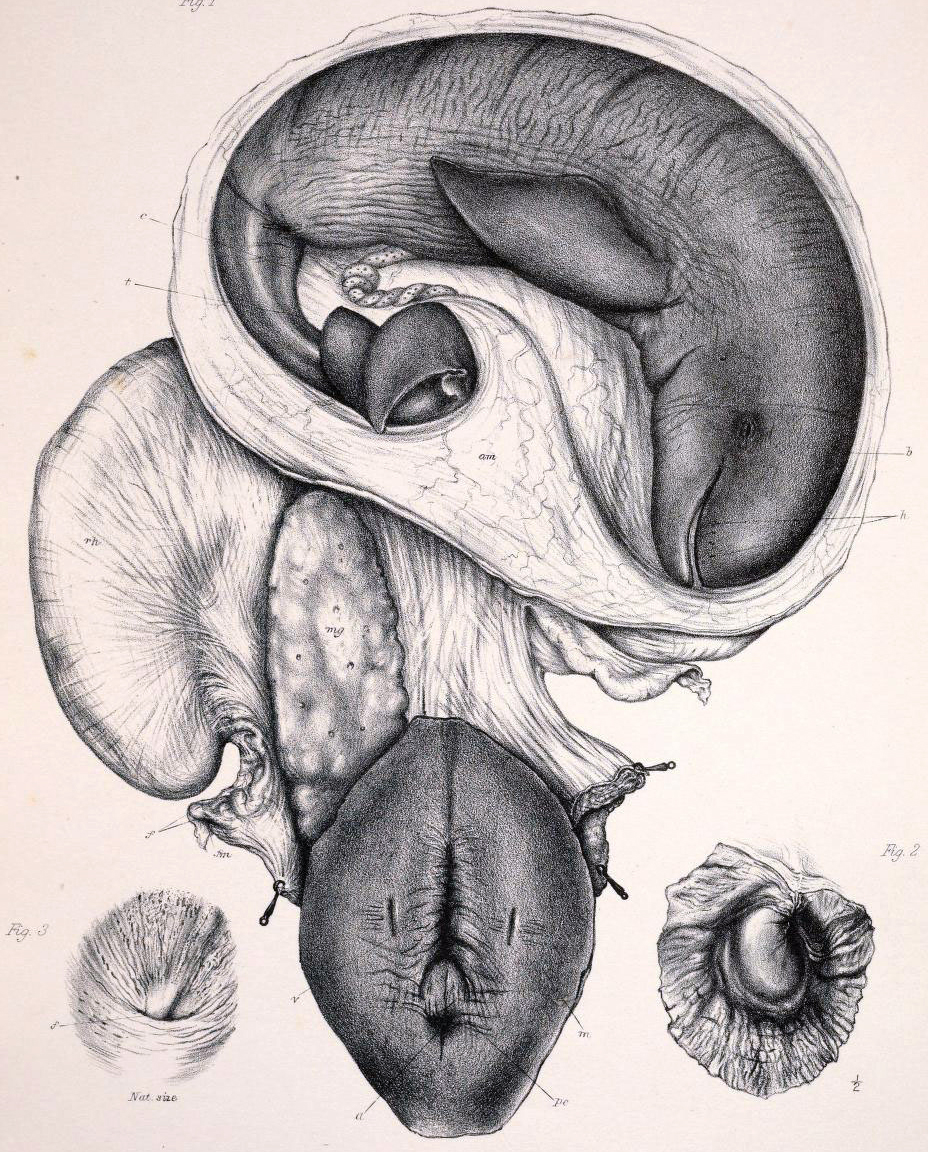
Ilustração de um feto no útero

Um golfinho fêmea ou macho tentará perseguir um parceiro por alguns minutos. Eles se entrelaçam encarando suas barrigas e copulando por 40 segundos. Uma vez que a cópula termine, os golfinhos se separam e partem em direções diferentes.

#### Reprodução
Acredita-se que a espécie atinja a maturidade sexual por volta dos 7 ou 9 anos. No hemisfério norte, o acasalamento geralmente ocorre entre os meses de dezembro e julho. Seu período de gestação é de 14 meses, e as fêmeas dão a luz a um único filhote a cada dois ou três anos. Quando nascem os filhotes medem 1 m e pesam cerca de 10 kg. O desmame ocorre depois dos dois anos. O tempo de vida da espécie é estimado em 30 anos.

##### Alimentação
Há uma abundância de itens alimentares que este golfinho se alimenta, sua dieta pode incluir peixes, crustáceos e cefalópodes. Durante os períodos de forrageamento, os bandos de cerca de 7 golfinhos circundam a presa e a prendem. Essas armadilhas para as presas normalmente ocorre a poucos metros da superfície da água.